# Banda Tom

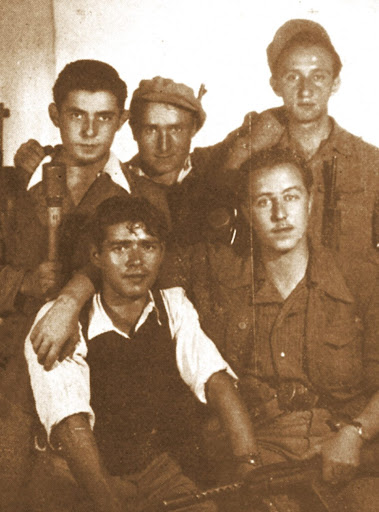
Alcuni partigiani della Banda Tom

La Banda Tom fu una brigata partigiana comandata da Antonio Olearo, detto Tom (Medaglia d'oro al Valor Militare alla memoria), attiva durante la seconda guerra mondiale nella guerra di liberazione italiana.
Operò tra il Monferrato Casalese e l'Astigiano, le cui efficaci azioni furono uno dei principali eventi della resistenza Provincia di Alessandria, insieme alla Banda Lenti ed alla Strage della Benedicta.

## Storia
Antonio Olearo, figlio di Pietro e di Emma Deregibus, faceva il garzone di un fornaio nel quartiere Borgo Ala di Casale Monferrato. All'inizio della Seconda guerra mondiale si arruolò nella Guardia di Frontiera e dopo l'8 settembre si unì ai partigiani in Val di Susa. Nell'inverno del 1943 tornò nel Monferrato casalese, raccolse un gruppo di giovani e fondò una banda da lui stesso capeggiata che si integrò nella Divisione Matteotti e diventò la Settima Brigata, tra le più attive della zona.
Il 14 gennaio 1945 la banda ed il suo comandante si rifugiarono a Casorzo (in provincia di Asti), dove avvenne la cattura. Incatenati l'un con l'altro, seminudi e scalzi, i prigionieri vennero obbligati a marciare nella neve sino al Mulino della Ghenza. Trasportati poi a Casale Monferrato vennero incarcerati ed interrogati con crudeltà.
I prigionieri vennero scortati per le vie di Casale il pomeriggio della domenica, 14 gennaio e poi condotti alla Cittadella militare, dove ora una lapide li ricorda. Dalla mezzanotte alle sei del mattino vennero poi sottoposti a un processo sommario e tutti, eccetto tre, condannati alla fucilazione.
P. Angelo Allara, Superiore della Casa della Missione, raggiunse i partigiani in attesa dell’esecuzione, per portar loro i conforti religiosi. Scrive: “Me li vedo ancora tutti davanti agli occhi quei cari giovani: tremanti per il freddo e forse per le battiture avute nella notte”. Secondo la testimonianza di padre Allara “tutti si confessarono con le migliori disposizioni” e ricevettero dal sacerdote la Medaglia Miracolosa, che indossarono al collo. Quindi, dopo aver baciato il Crocifisso, si dimostrarono disposti a perdonare i loro carnefici.
Separato dagli altri condannati, anche Tom ricevette il sacramento della riconciliazione e “con tanto amore” baciò il Crocifisso, tanto che non voleva più lasciarlo. Tom chiese a padre Angelo di poter vedere sua madre prima di morire, anch’essa in prigione come ostaggio e il sacerdote gli promise di aiutarlo in questo suo desiderio.
Alcuni esponenti del clero casalese, tra cui il vescovo, Mons. Giuseppe Angrisani, su richiesta di padre Allara, si mobilitarono per ottenere una mitigazione della sentenza da parte del Comando tedesco, invano. Quando Padre Allara tornò alle prigioni per portare il viatico ai condannati, il plotone di esecuzione era già in attesa delle vittime. Al sacerdote venne negata dall’ufficiale della polizia tedesca la possibilità di portare l'ultimo conforto religioso ai condannati.  A "Tom" venne anche negato l'abbraccio della madre, rinchiusa in una cella vicina con l'accusa di aver dato sostegno e rifugio alla banda partigiana.

Così conclude la sua testimonianza padre Angelo Allara:
Triste, mi ritiro in disparte e vedo passare davanti a me le vittime: tutti hanno al collo la Medaglia Miracolosa, in mano il foglietto che loro avevo dato: mi salutano con lo sguardo come per dirmi: grazie, Padre; l’unico conforto avuto in questo momento ci viene dal sacerdote. Quel corteo andava verso la morte e io pensavo: dopo la morte, vi sarà per essi il Paradiso.
Sul selciato del poligono di tiro, all'interno della Cittadella di Casale, i loro cadaveri rimasero due giorni insepolti nella neve, sorvegliati dai soldati come monito per chi si fosse voluto unire ai partigiani. Le salme mai reclamate (c'era il pericolo che chiunque venisse a reclamare le salme fosse accusato di collaborazionismo coi partigiani) furono poi sotterrate in un luogo anonimo nel cimitero, individuato presto e cosparso di fiori. Il funerale solenne avvenne solo nell'ottobre 1945, dopo la Liberazione, quando i corpi furono riesumati e nuovamente sepolti.

## I membri
- Antonio Olearo detto Tom, 24 anni, di Ozzano Monferrato
- Giuseppe Augino, 22 anni,  di Valguarnera Carropepe
- Alessio Boccalatte, 20 anni, partigiano della Brigata Garibaldi Piacibello
- Aldo Cantarello, 19 anni, di San Michele Alessandria
- Luigi Cassina detto Ginetto o Tarzan, 25 anni, di Casale Monferrato
- Giovanni Cavoli detto Dinamite, 34 anni, di Solero
- Albert Harbyohire Harry (ufficiale della RAF), 31 anni
- Giuseppe Maugeri, 23 anni, di Siracusa
- Remo Peracchio, 21 anni, di Montemagno
- Boris Portieri, 17 anni, di Genova
- Giuseppe Raschio, 21 anni, di San Michele Alessandria
- Luigi Santambrogio detto Gigi, 17 anni, di Casale Monferrato
- Carlo Serretta detto Scugnizzo, 17 anni, partigiano della Brigata Garibaldi Piacibello

## Il ricordo
Ogni anno la città di Casale Monferrato e i Comuni del Monferrato ricordano quell'avvenimento con una cerimonia ufficiale nella seconda metà del mese di gennaio. Hanno partecipato come oratori ufficiali:
- 1966: on. Antonio Giolitti
- 1967: on. Arrigo Boldrini (comandante Bulow)
- 1971: sen. Carlo Galante Garrone
- 1975: on. Davide Lajolo (Ulisse)
- 1976: sen. Carlo Boccassi, sen. Giuseppe Brusasca
- 1981: sen. Ugo Pecchioli, sen. Giuseppe Brusasca
- 1982: on. Nilde Iotti
- 1983: on. Aldo Aniasi
- 1984: Nando dalla Chiesa
- 1985: Aldo Viglione (Presidente della Giunta Regionale del Piemonte), on. Eraldo Gastone
- 1986: on. Leonetto Amadei
- 1987: on. Isacco Nahoum
- 1988: sen. Paolo Emilio Taviani
- 1989: sen. Ugo Pecchioli
- 1990: sen. Arrigo Boldrini (comandante Bulow)
- 1991: Gino Vermicelli
- 1992: sen. Luciano Lama
- 1993: Giampaolo Pansa
- 1994: on. Luciano Violante
- 1995: on. Tina Anselmi
- 1996: Tullio Levi
- 1997: on. Walter Veltroni
- 1998: Giovanni Alasia
- 1999: sen. Luciano Manzi
- 2000: on. Piero Fassino
- 2001: on. Oddino Bo
- 2002: sen. Oscar Luigi Scalfaro
- 2003: Giancarlo Caselli
- 2004: on. Virginio Rognoni
- 2005: sen. Sergio Zavoli
- 2006: on. Olga D'Antona
- 2007: on. Nicola Tranfaglia
- 2008: sen. Attilio Martino
- 2009: on. Aldo Tortorella
- 2010: on. Raimondo Ricci
- 2011: Pierfrancesco Manca
- 2012: Sandra Ranghino
- 2013: Monica Ponzani
- 2014: prof. Gianni Oliva
- 2015: sen Carlo Smuraglia
- 2017: prof.ssa Chiara Colombini
- 2019: prof. Davide Conti
- 2024: Gad Lerner (giornalista)

## Riconoscimenti
Il gruppo musicale Yo Yo Mundi ha dedicato a lui e alla sua "Banda" un cd live e un DVD dal titolo Resistenza, tratto dallo spettacolo La Banda Tom e altre storie partigiane. La canzone "Tredici" è anche cantata dai Gang ed incisa nel loro album La rossa primavera.